# Пьеве-Альбиньола
Пьеве-Альбиньйола (итал. Pieve Albignola) — коммуна в Италии, находится в регионе Ломбардия, в провинции Павия.
Население составляет 919 человек (2008), плотность населения составляет 54 чел./км². Занимает площадь 17 км². Почтовый индекс — 27030. Телефонный код — 0382.
Покровителями коммуны почитаются святые апостолы Пётр и Павел, празднование в первое воскресенье октября.

## Демография
Динамика населения:

## Администрация коммуны
- Официальный сайт: